# UNAIDS
UNAIDS (officiële naam: Joint United Nations Programme on HIV/AIDS) is een programma van de Verenigde Naties dat de wereldwijde reactie op de hiv/aidsepidemie moet coördineren. Het werd gesticht uit het 'Global Program on HIV/AIDS' van de Wereldgezondheidsorganisatie (WHO) in 1996. Het hoofdkwartier van de organisatie is gevestigd in Genève, Zwitserland en de huidige directeur-generaal is de Oegandese Winnie Byanyima.
UNAIDS wordt betaald door de lidstaten van de VN maar ontvangt ook donaties van de UNHCR, UNICEF, UNDP, UNFPA, UNODC, ILO, UNESCO, WFP, WHO en de Wereldbank. Veel van deze organisaties zijn zelf ook actief in de strijd tegen het hiv.